# Argostemma ophirense
Argostemma ophirense là một loài thực vật có hoa trong họ Thiến thảo. Loài này được Maingay ex Hook.f. mô tả khoa học đầu tiên năm 1880.